# Kolpophorae
Kolpophorae is een onderorde van neteldieren uit de klasse van de Scyphozoa (schijfkwallen).

## Families
- Infraorde Actinomyaria
  - Familie Cepheidae Agassiz, 1862
- Infraorde Kampylomyaria
  - Familie Cassiopeidae Agassiz, 1862
- Infraorde Krykomyaria
  - Familie Leptobrachidae Agassiz, 1862
  - Familie Mastigiidae Stiasny, 1921
  - Familie Versurigidae Kramp, 1961

Niet geaccepteerde familie:
- Thysanostomatidae Gegenbaur, 1857 => Leptobrachidae Agassiz, 1862